# Riolama luridiventris
Riolama luridiventris är en ödleart som beskrevs av LA MARCA och PRADERIO 2004. Riolama luridiventris ingår i släktet Riolama och familjen Gymnophthalmidae. Inga underarter finns listade i Catalogue of Life.